# Lok-Sabha-Wahlkreis Bangalore Central
Der Lok-Sabha-Wahlkreis Bangalore Central ist ein Wahlkreis bei den Wahlen zur Lok Sabha, dem Unterhaus des indischen Parlaments. Er liegt im Bundesstaat Karnataka und umfasst das Zentrum der Metropole Bangalore.
Bei der letzten Wahl zur Lok Sabha waren 1.931.663 Einwohner wahlberechtigt.

## Letzte Wahl
Die Wahl zur Lok Sabha 2014 hatte folgendes Ergebnis:
| Kandidat              | Partei                | Stimmen |
| --------------------- | --------------------- | ------- |
| P. C. Mohan           | BJP                   | 51,9 %  |
| Rizwan Arshad         | INC                   | 39,1 %  |
| V. Balakrishnan       | AAP                   | 3,7 %   |
| Nandini Alva          | JD(S)                 | 1,9 %   |
| Sonstige              | Sonstige              | 2,6 %   |
| Keiner der Kandidaten | Keiner der Kandidaten | 0,8 %   |

## Wahl 2009
Die Wahl zur Lok Sabha 2009 hatte folgendes Ergebnis:
| Kandidat                | Partei   | Stimmen |
| ----------------------- | -------- | ------- |
| P. C. Mohan             | BJP      | 40,2 %  |
| H. T. Sangliana         | INC      | 36,0 %  |
| B. Z. Sameer Ahmed Khan | JD(S)    | 19,2 %  |
| Sonstige                | Sonstige | 4,6 %   |

## Wahlkreisgeschichte
Der Wahlkreis Bangalore Central besteht seit der Lok-Sabha-Wahl 2009. Er wurde aus Teilen der Wahlkreise Bangalore North und Bangalore South gebildet.